# Shirazia
Shirazia is een geslacht van vlinders van de familie snuitmotten (Pyralidae), uit de onderfamilie Phycitinae.

## Soorten
- S. monotona Amsel, 1954
- S. wiltshirei Amsel, 1959